# Lasconotus polonicus
Lasconotus polonicus es una especie de coleóptero de la familia Zopheridae.

## Distribución geográfica
Habita en Papúa Nueva Guinea.